# Краббе, Нильс
Нильс Краббе (род. 1 июля 1951 года) — европейский орнитолог, работающий в Копенгагене. Долго исследовал орнитофауну Анд, особенно Эквадора. В число его научных интересов входят биоакустика, сохранение птиц и вопросы систематики. В 1998 отыскал маленькую популяцию Atlapetes pallidiceps, относительно которого были опасения, что вид вымер. Впоследствии усилия по его сохранению увенчались успехом.

## Виды, описанные Краббе единолично и совместно с другими учеными
- Scytalopus chocoensis (1997)
- Scytalopus parkeri (1997)
- Scytalopus robbinsi (1997)
- Grallaria ridgelyi (1999)
- Myrmotherula fjeldsaai (1999)
- Myiopagis olallae (2001)
- Scytalopus rodriguezi (2005)
- Scytalopus stilesi (2005)
- Megascops gilesi (2017)
- Oreotrochilus cyanolaemus (2018)
- Scytalopus krabbei
- Scytalopus frankeae
- Scytalopus whitneyi

## Некоторые публикации
Книги:
- Fjeldså, J. & Krabbe, N. 1990. Birds of the high Andes. Copenhagen: Zoological Museum, University of Copenhagen, and Svendborg, Denmark: Apollo Books.
- Collar, N. J., Gonzaga, L. P., Krabbe, N., Madroño Nieto, A., Naranjo, L. G., Parker III, T. A. & Wege, D. C. 1992. Threatened Birds of the Americas. Cambridge, U.K.: International Council for Bird Preservation.
- Krabbe, N. K. & Schulenberg, T. S. 2003. Families Formicariidae (ground antbirds) and Rhinocryptidae (tapaculos). Pp. 682—731 and 748—787 in J. del Hoyo, A. Elliott and D. Christie, eds. Handbook of the Birds of the World. Vol. 8. Barcelona, Spain: Lynx Edicions.